# De heks uit de grot

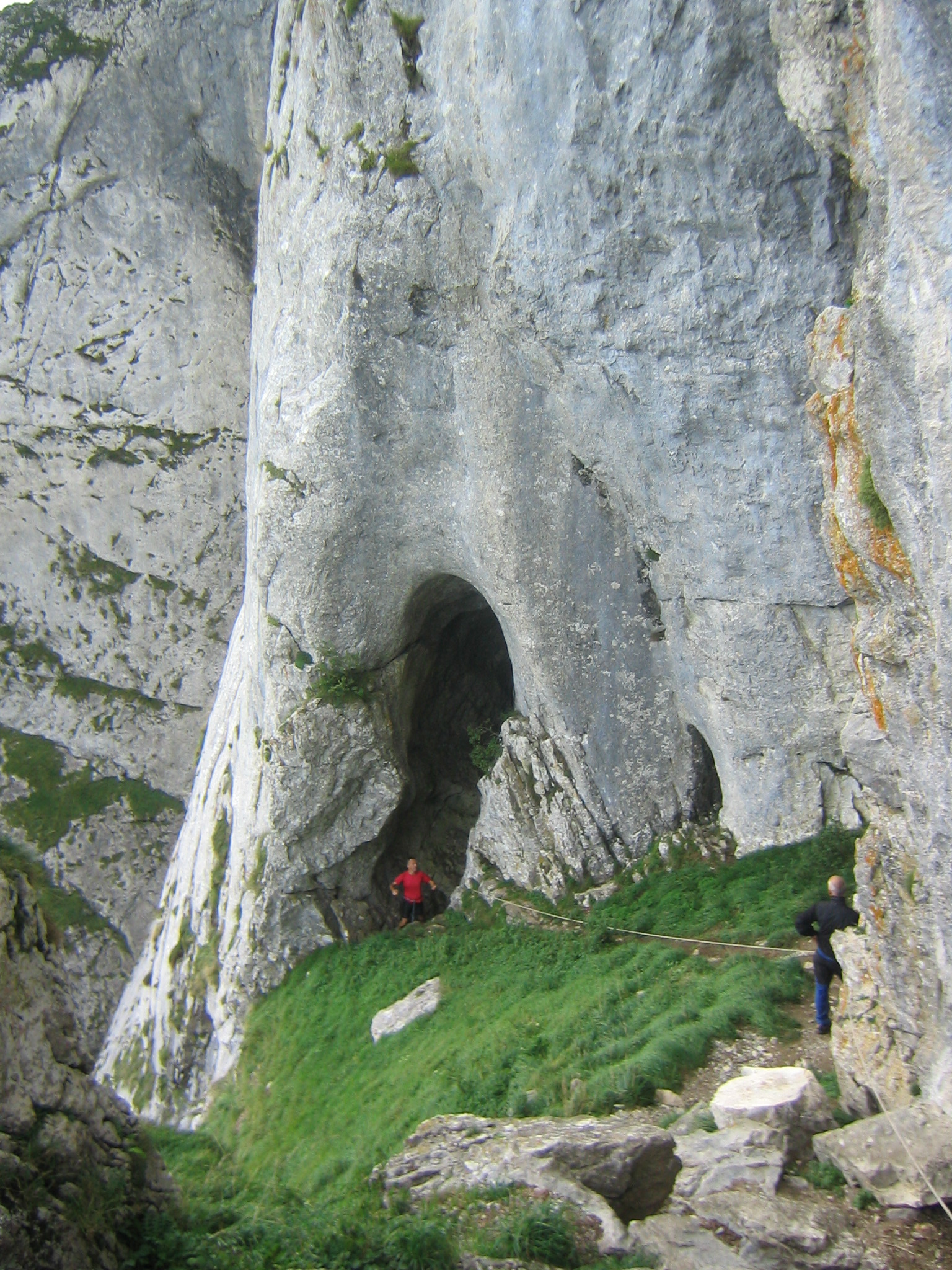
Ingang van de Cueva de Mari, de grot in Anboto

De heks uit de grot is een volksverhaal van de Basken.

## Het verhaal
Een echtpaar blijft kinderloos en de vrouw gaat daarom op zoek naar de Vrouw van Anboto. Ze beklimt de rotsen achter het dorp en komt bij de Grot van Anboto. Een mooie vrouw staat op een steen buiten de grot en ze kamt haar lichte haren met een gouden kam. De vrouw vraagt de heks om raad en hoort dat er thuis een baby op haar zal wachten. De vrouw wordt wel gewaarschuwd; als ze onvriendelijk tegen het kind zal zijn, wordt het weer afgenomen. Thuis vindt de vrouw een wieg met de baby en het echtpaar is erg blij. Ze noemen het meisje Mari en de pleegouders voeden het meisje met liefde op.
Op een dag hoedt Mari de kudde, maar ze raakt hen kwijt in een storm. Ze zoekt de dieren weer bijeen, maar moet één koe achterlaten. De pleegmoeder ziet meteen dat er een koe ontbreekt en valt uit tegen het meisje. Ze roept dat ze uit haar ogen moet verdwijnen, maar heeft onmiddellijk spijt. Het meisje verandert voor haar ogen en haar jurk wordt rood en er slaan vlammen uit. De haren van Mari staan recht omhoog en bliksemflitsen verschijnen boven het dorp. Mari wordt op de wolken meegenomen naar haar huis in de bergen.
Jaren later hoedt een man zijn schapen vlak bij de berggrotten. Hij zoekt een schaap en ziet een vrouw in mooie kleding spinnen met een gouden spoel. Hij wordt meteen verliefd op haar en vraagt hoe ze heet. Mari antwoordt en ze praten een tijdje, waarna Mari met de man naar huis gaat. Ze blijft zeven jaren bij de man en ze krijgen samen zeven kinderen. De vrome man is echter bedroefd dat zijn kinderen opgroeien zonder kennis over Jezus. Mari wil niet in de buurt van een kerk komen en geeft geen toestemming haar kinderen te laten dopen.
Op een dag besluit de man de kinderen toch te laten dopen en hij spant zijn ossen voor de kar. Hij bindt zijn vrouw aan de kar vast en rijdt de berg af. De touwen verbranden echter en de vrouw roept met een stem als donder dat haar kinderen bij de hemel horen, maar zij terug moet naar de bergen. Sindsdien is ze nooit meer bij het dorp gezien, ze wordt nu de Vrouw van de Grot genoemd. Ze is verantwoordelijk voor de stormen die uit de bergen komen.
De Vrouw van de Grot rijdt op haar kar met ossen door de donkere wolken en op mooie dagen spint ze op de steen voor haar grot. De boeren willen in vrede met haar leven en eens per jaar vieren ze de mis in de bergen.

## Achtergronden
- Oudere boeren vertellen dat Mari in haar grot zit als het regent, maar aan de andere kant van de berg is als het mooi weer is.
- Mari is de belangrijkste godin uit de Baskische mythologie. Ze is ook bekend als Anbotoko Sorgina (de heks van Anboto) en Anbotoko Damie.
- Mari beheerst de winden en wordt gezien terwijl ze spint, zoals ook andere godinnen. Als Vrouw Holle haar beddengoed uitschudt, verschijnt er sneeuw (ook Vrouw Holle kan met spinnen in verband worden gebracht) en Frigg spint de wolken.
- Vergelijk Met de nachtmaar getrouwd, ook deze vrouw verdwijnt bij een blikseminslag.
- Ook Dewi Nawang Wulan trouwt met een mens en krijgt een kind, ook zij verlangt terug naar haar eigen thuis en vertrekt.
- Zie ook Skaði, Legende van Âu Cơ en Moltina en de rode berg.
- Zie ook Jentil.
- Zie ook De jongen van de maan.